# Molnár Jakab
Molnár Jakab (Homoródszentmárton, 1926. január 3. – Arad, 1991. május 8.) magyar közíró, szerkesztő.

## Élete és munkássága
Középiskolát Székelyudvarhelyen végzett (1946), a Bolyai Tudományegyetemen magyar irodalom szakos diplomát szerzett (1951). Korond, Székelyderzs, Árapatak, Tornya, Gyorok községekben tanított nyugdíjazásáig (1986). Első írása Az eszmék és a valóság c. alatt az erdélyi magyar baptista ifjúsági konferencia Tábortűz mellett c. kézikönyvében jelent meg (1947). Nyelvművelő és pedagógiai írásait az Előre és Vörös Lobogó közölte. Az 1990-ben újraindult nagyváradi Szeretet és a bánsági Üdvüzenet baptista lapok szerkesztője, számos ezekben megjelent vallásos tárgyú cikk és vers szerzője. Kéziratban maradt munkái: Molnár Lajos székelyföldi baptista úttörő és Ilonka Mihály baptista misszionárius életrajzai, valamint Csillagként fénylő hűség címmel egy Dávid prófétáról szóló oratórium.